# Rome-Jayden Owusu-Oduro
 Chelsea FC 2025-
Rome-Jayden Owusu-Oduro, né le 2 juillet 2004 à Purmerend aux Pays-Bas, est un footballeur néerlandais qui évolue au poste de gardien de but à l'Chelsea FC.

## Biographie

### En club
Né à Purmerend aux Pays-Bas, Rome-Jayden Owusu-Oduro est formé par l'AZ Alkmaar. Lors de la saison 2021-2022 il fait partie de l'équipe des moins de 18 ans du club qui remporte le championnat des Pays-Bas de cette catégorie, face au PSV Eindhoven, ainsi que la coupe des Pays-Bas, toujours dans cette catégorie. Le 8 décembre 2023 il signe un nouveau contrat le liant au club jusqu'en juin 2028.
Il fait ses débuts en équipe première le 14 décembre 2023, lors d'une rencontre de Ligue Conférence de l'UEFA face au Legia Varsovie. Il est titularisé et son équipe est battue par deux buts à zéro.
Le 13 janvier 2024, Owusu-Oduro fait sa première apparition en Eredivisie, la première division néerlandaise, en étant titularisé face au FC Twente. Son équipe s'incline toutefois par deux buts à un.
Le 2 juillet 2025, jour de ses 21 ans, Rome-Jayden Owusu-Oduro signe un nouveau contrat avec l'AZ, le liant au club jusqu'en juin 2030.

### En sélection
Rome-Jayden Owusu-Oduro représente les Pays-Bas en sélection. Il commence avec les moins de 16 ans, jouant un match en 2020.
Il joue son premier match avec l'équipe des Pays-Bas espoirs le 5 septembre 2024 contre la Macédoine du Nord. Il est titularisé et son équipe s'impose par cinq buts à zéro.